# Martin Redmayne
Martin Redmayne, baron Redmayne (16 novembre 1910 - 28 avril 1983) est un homme politique conservateur britannique.

## Biographie
Redmayne est le deuxième fils de l'ingénieur civil et agriculteur Leonard Redmayne et de sa femme Mildred et fait ses études au Radley College. Il sert pendant la Seconde Guerre mondiale, commandant le 14e bataillon des Sherwood Foresters (régiment du Nottinghamshire et du Derbyshire) en Italie en 1943 et la 66e brigade d'infanterie de 1944 à 1945. Il reçoit le DSO en février 1945, mentionné dans des dépêches le 11 janvier 1945 et fait brigadier honoraire en 1945.
En 1950, Redmayne est élu aux Communes comme député conservateur de Rushcliffe. Il est whip du gouvernement un an plus tard, Lords du Trésor de 1953 à 1959, whip en chef adjoint de 1955 à 1959 et Secrétaire parlementaire du Trésor et whip en chef du gouvernement de 1959 à 1964. Il est le whip en chef pendant l'affaire Profumo. Admis au Conseil privé en 1959, il est fait baronnet le 29 décembre 1964 et après avoir quitté les communes, est créé pair à vie en tant que baron Redmayne, de Rushcliffe dans le comté de Nottinghamshire le 10 juin 1966. Lord Redmayne est décédé en 1983, âgé de 72 ans. Son fils aîné, Nicholas, hérite du titre de baronnet.